# Pescennina
Genre
Synonymes
- Marsupopaea Cooke, 1972

Pescennina est un genre d'araignées aranéomorphes de la famille des Oonopidae.

## Distribution
Les espèces de ce genre se rencontrent en Amérique du Sud, en Amérique centrale et au Mexique.

## Liste des espèces
Selon World Spider Catalog (version 15.0, 2014) :
- Pescennina arborea Platnick & Dupérré, 2011
- Pescennina cupida (Keyserling, 1881)
- Pescennina epularis Simon, 1903
- Pescennina fusca Platnick & Dupérré, 2011
- Pescennina gertschi Platnick & Dupérré, 2011
- Pescennina grismadoi Platnick & Dupérré, 2011
- Pescennina ibarrai Platnick & Dupérré, 2011
- Pescennina iviei Platnick & Dupérré, 2011
- Pescennina laselva Platnick & Dupérré, 2011
- Pescennina loreto Platnick & Dupérré, 2011
- Pescennina magdalena Platnick & Dupérré, 2011
- Pescennina murphyorum Platnick & Dupérré, 2011
- Pescennina orellana Platnick & Dupérré, 2011
- Pescennina otti Platnick & Dupérré, 2011
- Pescennina piura Platnick & Dupérré, 2011
- Pescennina sasaima Platnick & Dupérré, 2011
- Pescennina sumidero Platnick & Dupérré, 2011
- Pescennina viquezi Platnick & Dupérré, 2011

## Publication originale
- Simon, 1903 : Descriptions d'arachnides nouveaux. Annales de la Société Entomologique de Belgique, vol. 47, p. 21-39 (texte intégral).